# 克拉科 (密蘇里州)
克拉科（英語：Krakow）是位於美國密蘇里州富蘭克林縣的非建制地區。

## 歷史
克拉科的郵局於1871年設立，其後於1953年停運。

## 地理
克拉科所處的海拔為高於海平面234米（即768英呎），而該地所採用的時區為UTC-6，即北美中部時區（CST）。同時該地設有夏令時間，為UTC-6調快一小時，即UTC-5（CDT）。